# Договор о взаимном сотрудничестве и гарантиях безопасности между США и Японией
Договор о взаимном сотрудничестве и гарантиях безопасности между США и Японией (англ. Treaty of Mutual Cooperation and Security between the United States and Japan,  (яп. 日本国とアメリカ合衆国との間の相互協力及び安全保障条約 Ниппон-коку то Амэрика-гассю:коку то но Айда но Со:го Кё:рёку оёби Андзэн Хосё: Дзё:яку)) — договор между Соединёнными Штатами Америки и Японией, являющийся законодательной основой альянса двух стран и оговаривающий присутствие американского военного контингента на территории Японии; подписан в Вашингтоне 19 января 1960 года, обновляет Сан-Францисский мирный договор.
Новый договор оставлял США возможность создавать и использовать военные базы на территории Японии, а также размещать на них любое количество вооружённых сил. Япония в свою очередь обязалась защищать американские базы в случае нападения.
По сравнению с Сан-Францисским договором договор 1960 года содержал более равноправные условия. В частности, в него не были включены положения, допускавшие вмешательство армии Соединённых Штатов во внутренние дела Японии, а также запрещавшие Токио без согласования с США заключать соглашения по военным вопросам с третьими странами.
Также в договоре появились положения о том, что обе стороны обязуются разрешать международные споры мирным путём, воздерживаться от «угрозы силой или использования силы» против каких-либо государств и строго следовать положениям Устава ООН. Договор не обязывал Японию оказывать помощь США в случае вступления США в войну с третьими странами.
Договор был рассчитан на 10 лет, по истечении которых любая из сторон имела право его денонсировать.
Движение протеста против подписания и, в особенности, против ратификации договора стало самым масштабным социально-политическим движением Японии в послевоенные годы. В нём активно участвовали социалисты, коммунисты и «новые левые».

## Последствия
27 января 1960 года правительство СССР заявило, что поскольку данное соглашение направлено против СССР и КНР, советское правительство отказывается рассматривать вопрос о передаче островов Японии, поскольку это приведёт к расширению территории, используемой американскими войсками.
Согласно Памятным запискам советского правительства от 27 января 1960 года и от 24 февраля 1960 года в связи с подписанием между Японией и США соответствующего Договора «складывается новое положение, при котором невозможно осуществление обещания Советского правительства о передаче Японии островов Хабомаи и Шикотана», подписание Договора «находится в противоречии с Совместной советско-японской декларацией от 19 октября 1956 г.», кроме этого, «заявление, что Япония будет неотступно добиваться возвращения не только островов Хабомаи и Шикотан, но также и других территорий, Советское правительство не может рассматривать иначе, как проявление опасных тенденций к реваншизму».
Мероприятия по очистке островов Малой Курильской гряды от советского населения, которые в традициях советского управления начало осуществлять с 1956 года хрущёвское правительство СССР, были остановлены и обращены вспять. В 1960 году на Шикотане был создан рыбокомбинат «Островной», ставший к 1977 году крупнейшим предприятием СССР в этой отрасли.